# Джуліан (Небраска)
Джуліан (англ. Julian) — селище (англ. village) в США, в окрузі Немага штату Небраска. Населення — 46 осіб (2020).

## Географія
Джуліан розташований за координатами 40°31′12″ пн. ш. 95°52′3″ зх. д. / 40.52000° пн. ш. 95.86750° зх. д. (40.519885, -95.867366).  За даними Бюро перепису населення США в 2010 році селище мало площу 0,23 км², уся площа — суходіл.

## Демографія
Згідно з переписом 2010 року, у селищі мешкало 59 осіб у 28 домогосподарствах у складі 16 родин. Густота населення становила 259 осіб/км².  Було 38 помешкань (167/км²).
Расовий склад населення:
| - 96,6 % — білих - 1,7 % — осіб інших рас |

До двох чи більше рас належало 1,7 %. Частка іспаномовних становила 1,7 % від усіх жителів.
За віковим діапазоном населення розподілялося таким чином: 20,3 % — особи молодші 18 років, 67,8 % — особи у віці 18—64 років, 11,9 % — особи у віці 65 років та старші. Медіана віку мешканця становила 43,6 року. На 100 осіб жіночої статі у селищі припадало 103,4 чоловіків;  на 100 жінок у віці від 18 років та старших — 95,8 чоловіків також старших 18 років.
Середній дохід на одне домашнє господарство  становив 46 081 долар США (медіана — 38 000), а середній дохід на одну сім'ю — 67 565 доларів (медіана — 48 125). За межею бідності перебувало 8,2 % осіб, у тому числі 0,0 % дітей у віці до 18 років та 27,3 % осіб у віці 65 років та старших.
Цивільне працевлаштоване населення становило 43 особи. Основні галузі зайнятості: освіта, охорона здоров'я та соціальна допомога — 32,6 %, транспорт — 14,0 %, роздрібна торгівля — 9,3 %, науковці, спеціалісти, менеджери — 9,3 %.